# Хосе Саломон Рондон
Хосе Саломон Рондон Хименес (на испански: José Salomón Rondón Giménez) е венецуелски футболист, нападател на Реал Овиедо. Водещ реализатор на националния отбор на своята страна с 47 гола.

## Клубна кариера
Започва кариерата си във ФК Арагуа през 2006 г. През лятото на 2008 г. е привлечен във втородивизионния испански Лас Палмас. През първия си сезон нападателят изиграва 10 мача и не успява да се разпише. Първия си гол за тима от Канарските острови вкарва на 2 септември 2009 г. в мач с Кадис за Купата на Краля. Вкарва 10 гола през сезона и помага на тима да оцелее в Сегунда дивисион.
На 19 юли 2010 г. подписва с Малага КФ. Рондон успява да измести от титулярното място ветерана Рууд ван Нистелрой и в два поредни сезона е водещ голмайстор на отбора. През август 2012 г. Рубин Казан плаща 10 милиона евро за услугите на венецуелеца. Рондон веднага пасва на стила на игра на казанци, като един от най-запомнящите се мачове е при победата срещу Интер Милано в Лига Европа с 3:0 - нападателят вкарва два гола в самия край на двубоя. Рубин достига 1/4-финалите на турнира, където губи от победителя в турнира Челси. Рондон вкарва общо 13 гола през сезона. Нападателят започва убедително и следващата кампания с хеттрик във вратата на ФК Урал.
На 31 януари 2014 г. става част от Зенит. Първия си гол за тима вкарва на 1/8-финалите в Шампионската лига срещу Борусия Дортмунд. До края на сезона вкарва 7 гола в 10 мача, включително хеттрик срещу бившия си тин Рубин. Оформя тандем в нападение с Хълк. През септември 2014 г. Рондон е избран за футболист на месеца в РПЛ след трите му гола срещу ФК Ростов. Със Зенит печели титлата и суперкупата на Русия и завършва на второ място в голмайсторската листа с 13 гола.
На 10 август 2015 г. преминава в Уест Бромич Албиън. През първия си сезон във Висшата лига на Англия изиграва 34 срещи, в които вкарва 9 гола. На 14 декември 2016 г. вкарва хеттрик срещу ФК Суонзи Сити, ставайки вторият футболист в историята на Висшата лига, отбелязал 3 гола с глава в един мач (другият е Дънкан Фъргюсън през 1997 г.). След като Уест Бромич изпадат от елита през 2018 г., Рондон преминава под наем в Нюкасъл Юнайтед. Вкарва 11 гола в 32 мача и е избран за футболист на годината в клуба. След като мениджърът на „свраките“ Рафаел Бенитес напуска, нападателят го последва в Далиан Профешънъл в шампионата на Китай.
На 15 февруари 2021 г. е взет под наем от ЦСКА Москва.

## Национален отбор
С националния отбор на Венецуела участва в четири издания на Копа Америка, като най-доброто постижение е 4-то място през 2011 г.

## Успехи

### Клубни
- Купа на Венецуела – 2008
- Шампион на Русия – 2015
- Суперкупа на Русия – 2015

### Индивидуални
- Футболист на месеца в РПЛ – септември 2014
- Футболист на сезона на Нюкасъл – 2018/19